# Будзішевиці (Великопольське воєводство)
Будзішевиці (пол. Budziszewice, нім. Großhauland) — село в Польщі, у гміні Скоки Вонґровецького повіту Великопольського воєводства.
Населення — 69 осіб (2011).
У 1975-1998 роках село належало до Познанського воєводства.

## Демографія
Демографічна структура станом на 31 березня 2011 року:
|          | Загалом | Допрацездатний вік | Працездатний вік | Постпрацездатний вік |
| -------- | ------- | ------------------ | ---------------- | -------------------- |
| Чоловіки | 36      | 7                  | 25               | 4                    |
| Жінки    | 33      | 9                  | 18               | 6                    |
| Разом    | 69      | 16                 | 43               | 10                   |